# Alexander Oetker

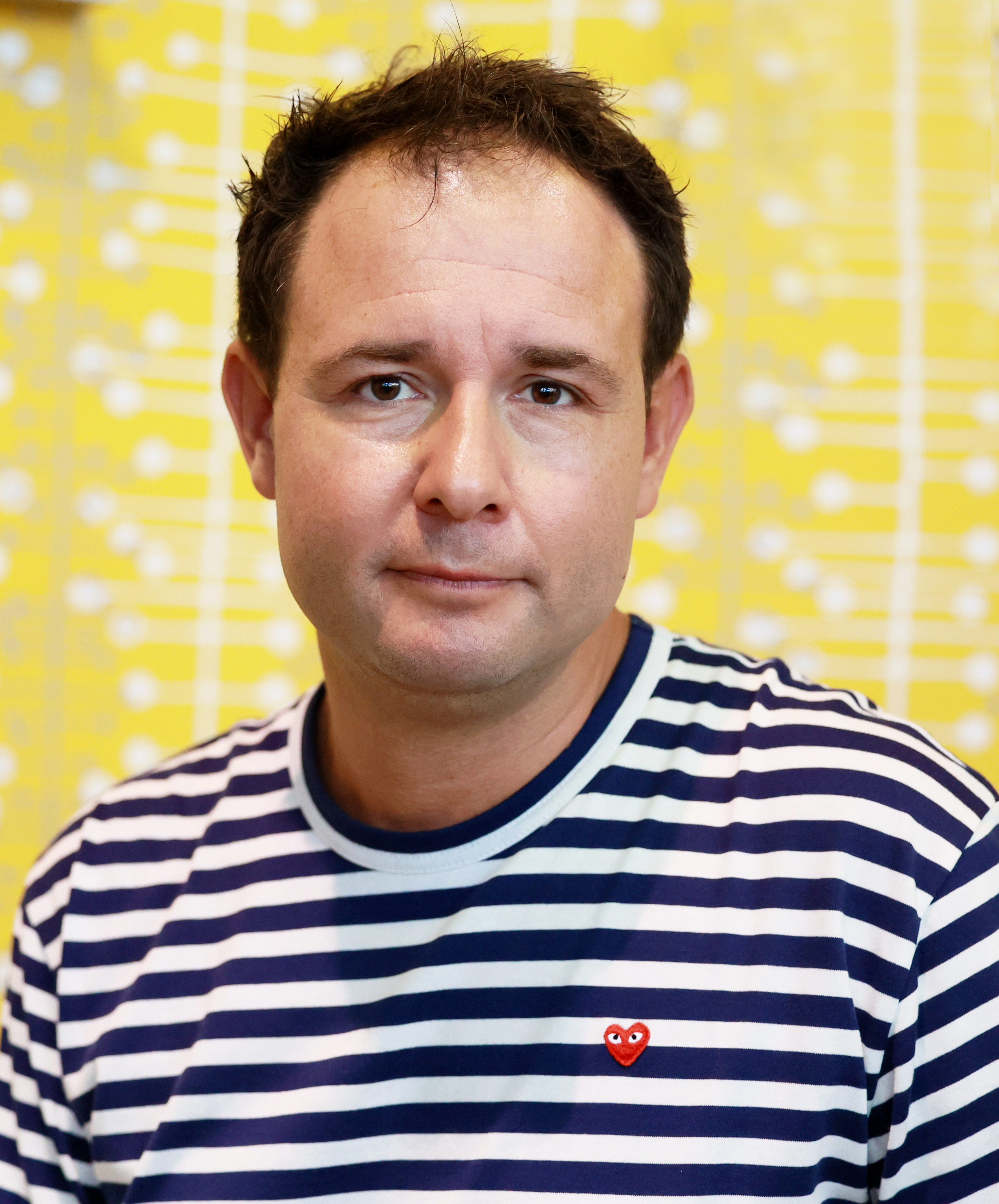
Oetker (2023)

Alexander Oetker (* 20. März 1982 in Ost-Berlin) ist ein deutscher Journalist und Autor. Für die Mediengruppe RTL Deutschland war er mehrere Jahre Leiter des Frankreich-Studios in Paris. Oetker schreibt auch unter den Pseudonymen Pietro Bellini, Yanis Kostas und Alex Lépic.

## Leben
Oetker wurde in Berlin geboren und wuchs im Ostberliner Stadtteil Prenzlauer Berg und im brandenburgischen Wandlitz auf.  Von 1998 bis 2000 schrieb er freiberuflich für die Berliner Zeitung. Oetker studierte Sozial- und Politikwissenschaften, ohne das Studium zu beenden.
Ab dem Jahr 2000 arbeitete er in verschiedenen Funktionen für den Fernsehsender RTL. Von 2005 bis 2007 war er Berlin-Korrespondent der RTL-II-Nachrichten. Von 2008 an leitete er das Westeuropa-Studio der Mediengruppe RTL Deutschland und berichtete für die Sender RTL, n-tv und VOX aus Paris. Von 2012 bis 2020 arbeitete er als politischer Korrespondent für die Mediengruppe RTL Deutschland in Berlin. Seit 2021 ist er wieder als Frankreich-Experte für die Sendergruppe tätig und berichtet aus Paris.
Oetker berichtete zwischenzeitlich auch für andere Fernsehsender, etwa den MDR in Leipzig und das Bayerische Fernsehen in Berlin.
Seit 2021 ist er der Kolumnist und Frankreich-Korrespondent für das deutsche Gourmetmagazin Der Feinschmecker.
Von frühester Jugend an schrieb Oetker Kurzgeschichten. 2017 erschien im Verlag Hoffmann und Campe sein erster Kriminalroman, der in der französischen Region Nouvelle-Aquitaine rund um die Stadt Bordeaux spielt. Retour: Luc Verlains erster Fall platzierte sich auf der Spiegel-Bestsellerliste, genau wie die Folgebände. Oetker schreibt unter seinem Namen und verschiedenen Pseudonymen. Als Yanis Kostas schreibt er Zypern-Krimis. Zuletzt enthüllte die Fachzeitschrift Buchmarkt, dass er auch für die Erfolgsromane des Pariser Commissaire Lacroix verantwortlich ist, der an den legendären Commissaire Maigret von Georges Simenon angelehnt ist. Für seinen 2022 erschienenen Roman „Mittwochs am Meer“ erhielt er die DELIA für den besten Liebesroman des Jahres.
Mit seiner Familie lebt er in Berlin und Brandenburg.

## Auszeichnungen
- 2022: DELIA Literaturpreis für Mittwochs am Meer

- 2022: Deutsch-Französischer Freundschaftspreis des Saarlandes[10]
- 2022: Auswahl für Das Blaue Sofa
- 2022: Nominierung Deutscher Kochbuchpreis für „Chez Luc“
- 2023: ITB-Bookaward als bestes Reise-Kochbuch des Jahres für „Chez Luc“[11]
- 2023: Swiss Gourmetbook Award in Silber für „Chez Luc“
- 2023: Gourmand World Cookbook Award; erster Platz in der Kategorie „Länder und Regionen: Französisch“ und dem Zusatz „Best in the World“ für „Chez Luc“[12]
- 2023: Silbermedaille der Gastronomische Akademie Deutschlands beim Literarischen Wettbewerb für „Chez Luc“[13]

## Werke
- Und dann noch die Liebe. Hoffmann und Campe, Hamburg 2020, ISBN 978-3-455-00928-6.
- Gebrauchsanweisung für Bordeaux und die Atlantikküste. Piper Verlag, München 2020, ISBN 978-3-492-27738-9.
- Mittwochs am Meer. Hoffmann und Campe, Hamburg 2021, ISBN 978-3-455-01317-7.
- Chez Luc: Mit Commissaire Verlain durch Frankreichs kulinarischen Südwesten. Das Aquitaine-Kochbuch. Hoffmann und Campe, Hamburg 2022. ISBN 978-3-455-01435-8.
- Hopp Schwiiz. Atlantis, Hamburg 2022, ISBN 978-3-7152-0852-7.
- Sonntags am Strand. Atlantik, Hamburg 2023, ISBN 978-3-455-01391-7.
- Nice to meet you, Paris! Gräfe und Unzer, München 2023, ISBN 978-3-8464-0998-5.
- Stille Nacht im Schnee. Atlantik, Hamburg 2023, ISBN 978-3-455-01646-8.
- Es kann so schön sein, das Leben: Wie wir mit dem Dolce-Vita-Prinzip gesund und glücklich werden. Hoffmann und Campe, Hamburg 4. April 2025, ISBN 978-3455019551.

Reihe „Luc Verlain“
- Retour. Luc Verlains erster Fall. Hoffmann und Campe, Hamburg 2017, ISBN 978-3-455-00009-2, urn:nbn:de:101:1-201702218586.
- Château Mort. Luc Verlains neuer Fall. Hoffmann und Campe, Hamburg 2018, ISBN 978-3-455-00076-4, urn:nbn:de:101:1-2018041717646.
- Winteraustern. Luc Verlains dritter Fall. Hoffmann und Campe, Hamburg 2019, ISBN 978-3-455-00078-8.
- Baskische Tragödie. Luc Verlains vierter Fall. Hoffmann und Campe, Hamburg 2020, ISBN 978-3-455-01006-0.
- Rue de Paradis. Luc Verlains fünfter Fall. Hoffmann und Campe, Hamburg 2021, ISBN 978-3-455-01212-5.
- Sternenmeer. Luc Verlains sechster Fall. Hoffmann und Campe, Hamburg 2022, ISBN 978-3-455-01486-0.
- Revanche. Luc Verlains siebter Fall. Hoffmann und Campe, Hamburg 2023, ISBN 978-3-455-01652-9.
- Wilder Wein. Luc Verlains gefährlichster Fall. Hoffmann und Campe, Hamburg 2024, ISBN 978-3-455-01808-0.

Reihe „Zara & Zoë“
- Zara & Zoë. Rache in Marseille. Droemer Knaur, München 2019, ISBN 978-3-426-30715-1. Hörbuch Sprecherin Beate Rysopp, 2019 Droemer, 2019 Audiobuch Verlag
- Zara & Zoë. Tödliche Zwillinge. Droemer Knaur, München 2020, ISBN 978-3-426-30767-0.
- Zara & Zoë. Die Tochter des Paten. Droemer Knaur, München 2021, ISBN 978-3-426-30769-4.

Reihe „Signora Commissaria“
- Signora Commissaria und die dunklen Geister. Unter dem Pseudonym Pietro Bellini. Knaur, München 2020, ISBN 978-3-426-52604-0.
- Signora Commissaria und der lachende Tod. Atlantis, Zürich 2024, ISBN 978-3-455-01829-5.
- Signora Commissaria und die kalte Rache. Atlantis, Zürich 2025, ISBN 978-3-455-01976-6.

Reihe „Schmidt & Schmidt“
zusammen mit Thi Linh Nguyen
- Die Schuld, die uns verfolgt. Piper, München 2023, ISBN 978-3-492-06401-9.
- Das Dunkel aller Tage. Piper, München 2024, ISBN 978-3-492-06402-6.

unter Pseudonym „Yanis Kostas“
- Tod am Aphroditefelsen. Sofia Perikles’ erster Fall. Atlantik, Hamburg 2019, ISBN 978-3-455-00429-8.
- Der Schatz von Bellapais. Sofia Perikles' zweiter Fall. Atlantik, Hamburg 2022, ISBN 978-3-455-01092-3.
- Zyprische Geheimnisse. Sofia Perikles' dritter Fall. Atlantik, Hamburg 2025, ISBN 978-3-455-02002-1.

unter Pseudonym „Alex Lépic“
- Lacroix und die Toten vom Pont-Neuf: Sein erster Fall. Kampa Verlag, Zürich 2019, ISBN 978-3-311-12500-6.
- Lacroix und der Bäcker von Saint-Germain: Sein zweiter Fall. Kampa Verlag, Zürich 2020, ISBN 978-3-311-12509-9.
- Lacroix und die stille Nacht von Montmartre: Sein dritter Fall. Kampa Verlag, Zürich 2020, ISBN 978-3-311-12517-4.
- Lacroix und das Sommerhaus in Giverny: Sein vierter Fall. Kampa Verlag, Zürich 2021, ISBN 978-3-98759-020-7.
- Lacroix und der blinde Buchhändler von Notre-Dame: Sein fünfter Fall. Kampa Verlag, Zürich 2022, ISBN 978-3-98759-021-4.
- Lacroix und der traurige Champion von Roland-Garros: Sein sechster Fall. Kampa Verlag, Zürich 2023, ISBN 978-3-311-12568-6.
- Lacroix und die Frau in der letzten Metro. Sein siebter Fall. Kampa Verlag, Zürich 2024, ISBN 978-3-311-12574-7.
- Lacroix und der Auftragsmord im TGV: Sein achter Fall. Kampa Verlag, Zürich 2025, ISBN 978-3-311-12579-2.